# Abkehr (Wiener Wasserversorgung)
Als Abkehr wird die kurzzeitige periodische Stilllegung einer der beiden Hochquellenwasserleitungen der Wiener Wasserversorgung bezeichnet.
Ursprünglich handelt es sich dabei um einen Fachausdruck des Wassermühlenbetriebes. Gemeint war damit eigentlich das Ableiten des oberströmigen Wassers und wurde von der MA 31 – Wiener Wasser für die Außerbetriebnahme der beiden Hauptleitungen übernommen.
Zweck dieser Abkehren ist einerseits die Erhaltung eines einwandfreien baulichen Zustandes der Leitungskanäle und damit eines möglichst störungsfreien Betriebes sowie die Einhaltung der die Hygiene betreffenden Vorgaben aus dem WRG 1959 und der Trinkwasserverordnung.
Sowohl an der I. als auch an der II. Wiener Hochquellenwasserleitung finden planmäßig jährlich vier Abkehren statt, die wegen der Versorgungssicherheit der Stadt Wien maximal jeweils etwa 70 Stunden dauern dürfen. Zwischen den Abkehren liegen jeweils zwei Wochen Zeitabstand. Die Anzahl der Abkehren wird von der Magistratsabteilung 31 – Wiener Wasser selbst gewählt und ist in keiner Vorschrift vorgegeben.
Um die kurze zur Verfügung stehende Zeit effektiv nutzen zu können, werden die jeweiligen Arbeiten generalstabsmäßig nach Material-, Personal-, Zeit- und Gerätebedarf geplant. Während der Abkehr wird der Leitungskanal händisch oder maschinell von Ablagerungen gesäubert und auf Beschädigungen überprüft, früher festgestellte Schäden werden entsprechend der Planung saniert. Die bei der Kontrolle während der Abkehr aufgefundenen Beschädigungen werden je nach Dringlichkeit bei der Erstellung des nächsten Sanierungsplanes berücksichtigt.
Die Arbeiten werden entweder von Angehörigen der MA 31 selbst durchgeführt oder an Fremdfirmen vergeben. Beteiligt sind an diesen Arbeiten auch die
- Magistratsabteilung 29 – Wiener Brückenbau und Grundbau, die
- Magistratsabteilung 39 – Prüf-, Überwachungs- und Zertifizierungsstelle der Stadt Wien und die
- Magistratsabteilung 41 – Stadtvermessung.[6]

In den ersten Jahrzehnten nach dem Zweiten Weltkrieg wurde in den Wiener Zeitungen noch zumindest über den Zeitpunkt der jeweiligen Abkehren berichtet, heute finden sich solche Meldungen kaum noch. Im Juli 2007 sendete Spiegel TV im Rahmen eines Themenabends eine Dokumentation über die Abkehr.